# ウフナーギーン・フレルスフ
- オフナー・フレルスフ[1]

オフナー・フレルスフ（モンゴル語: Ухнаагийн Хүрэлсүх, ᠤᠬᠤᠨᠠᠭ᠎ᠠ ᠶᠢᠨ

ᠬᠦᠷᠦᠯᠰᠦ᠋ᠬᠡ,ウフナーギーン・フレルスフ、1968年6月14日 - ）は、モンゴル国の政治家。現在、同国大統領。ハルトマーギーン・バトトルガ政権にて第30代モンゴル国首相を務めた。元人民党党首。

## 経歴
- 1968年6月14日 モンゴル人民共和国のウランバートルに誕生する。
- 1989年 国防大学校卒業[2]
- 1989年～90年	国軍第152部隊（スフバートル県）政治指導員[2]
- 1991年～94年	人民革命党（当時）中央委員会職員[2]
- 1994年 国家行政管理アカデミー修了[2]
- 1994年～96年	国家大会議人民革命党（当時）会派顧問[2]
- 1996年～97年	人民革命党（当時）付属青年開発センター総裁[2]
- 1997年～99年	民主社会主義青年同盟総裁[2]
- 1999年～00年	国家大会議人民革命党（当時）会派社会政策担当顧問[2]
- 2000年　モンゴル国立大学修了 政治学修士[2]
- 2000年～04年	第三期国家大会議議員[2]
- 2004年～08年	第四期国家大会議議員[2]
- 2004年～06年	非常事態担当大臣（第二次エルベグドルジ内閣）[2]
- 2006年～07年	行政監察担当大臣（エンフボルド内閣）[2]
- 2008年～12年	人民党（任命当時人民革命党）幹事長[2]
- 2012年7月～12月 第6期国家大会議員[2]
- 2014年～15年	副首相（サイハンビレグ内閣）[2]
- 2016年～17年10月 副首相（エルデネバト内閣）[2]
- 2017年10月	ハルトマーギーン・バトトルガ政権にて第30代モンゴル国首相に就任[2]
- 2017年11月～2021年6月	人民党党首[2]
- 2020年6月～ 第8期国家大会議議員[2]
- 2021年1月 首相を辞職
- 2021年6月 9日執行の大統領選挙にて当選し、25日に第6代モンゴル国大統領就任[3]

## 日本との関わり
1994年8月から9月にかけて、国際協力機構（JICA）の青年交流事業「21世紀のための友情計画」の一員で来日し、青森県在住の会社員宅へのホームステイを一週間行った。交流中は家族のように打ち解け合い、自身の娘と同世代の女の子は特にかわいがっており「いつかあなたをモンゴルに招待します。」と約束していた。その後、連絡先が分からなくなり、来日の度に一家の連絡先を調べていたが、2018年12月に当時首相として来日した際に交流事業の話になり、外務省などを通して一家の連絡先を知る。2020年、手紙を送り、2022年7月、一家をモンゴルに招くことができ、28年ぶりに再会した。モンゴルを代表する祭典「ナーダム」には国賓級の待遇で迎え入れた。

## 新型コロナウイルスでの対応
2021年1月19日に新型コロナウイルス感染症のPCR検査を受けて陽性となった母が救急車で隔離施設に移動する際、出生直後と思われる子供を連れ、零下20度を下回る中を寝間着とスリッパ姿で移動させられている動画が拡散され、非人道的な対応であるとして1月20日に当局に対する抗議活動が勃発。同日中に副首相と厚生大臣が辞任に追い込まれ、翌21日にはフレルスフも引責辞任を表明し、同日中に議会が内閣総辞職を承認した。後任には政権下で官房長官を務めたロブサンナムスライ・オユーンエルデネが就任した。
ただしフレルスフ自身の人気は高く、同年6月9日の大統領選挙では現職のバトトルガの有力な対抗馬と目されていた。選挙では1回目の投票で7割前後の票を積み上げ勝利宣言した。